# Lillie (TV-serie)
Lillie är en brittisk dramaserie från 1978, sänd i svensk TV 1980. Francesca Annis spelar titelrollen som Lillie Langtry; hon hade tidigare spelat Langtry i TV-serien Edward the Seventh (1975). I övriga roller märks bland andra Anton Rodgers som Edward Langtry, Peter Egan som Oscar Wilde, Jennie Linden som Patsy Cornwallis-West, Don Fellows som James Whistler, David Gwillim som Arthur Jones och Annette Crosbie som Henrietta Labouchere. Denis Lill spelar Bertie, prins av Wales, senare Edvard VII. Han hade tidigare spelat Frederick Ponsonby mot Timothy Wests Edvard i Edward the Seventh, där Annette Crosbie gjort rollen som drottning Viktoria.

## Rollista i urval
- Francesca Annis – Lillie Langtry
- Anton Rodgers – Edward Langtry
- Denis Lill – Edvard VII
- Peter Egan – Oscar Wilde
- Patrick Holt – Dean Le Breton
- Peggy Ann Wood – Mrs Le Breton
- Anthony Head – William Le Breton
- John Castle – Prins Ludvig av Battenberg
- Simon Fisher-Turner – Reggie Le Breton
- Adam Bareham – Clement Le Breton
- David Rintoul – Löjtnant Charles Longley
- David Gwillim – Arthur Jones
- Catherine Feller – Dominique
- Jennie Linden – Patsy Cornwallis-West
- Bruce Boa – Joaquin Miller
- Brian Deacon – Frank Miles
- Don Fellows – James Abbott McNeill Whistler
- Basil Hoskins – John Millais
- Sheila Reid – Drottning Viktoria
- Cheryl Campbell – Sarah Bernhardt
- Annette Crosbie – Henrietta Labouchere
- Tommy Dugan – Roy Bean

## DVD
Serien finns utgiven på DVD.